# Gran Premio del Somme
El Gran Premio de la Somme (oficialmente: Grand Prix de la Somme «Conseil Général 80») es una carrera ciclista profesional de un día francesa que se disputa en el departamento de la Somme.
Creada en 1986, como carrera por etapas, sus primeras ediciones fueron amateur (1996-1998 categoría 2.6). Cuando subió al profesionalismo en 1999 fue de categoría 2.5 (categoría open). 
Durante su historia ha tenido otros nombres diferentes como Prix du Conseil Général-Tour de la Somme (cuando fue carrera de un día de categoría 1.5) y anteriormente Tour de la Somme (cuando fue carrera de varios días de categoría 2.5). Desde la creación de los Circuitos Continentales UCI en 2005 entró a formar parte del UCI Europe Tour, dentro la categoría 2.2 (categoría open del profesionalismo) cuando fue carrera por etapas y posteriormente en 2007 a la categoría 1.1 cuando se convirtió en carrera de un día. Ya en 2008 se renombró por el nombre actual.
El número de etapas fue variando con hasta 4 en 3 días en sus inicios como carrera profesional. Progresivamente fue perdiendo días de competición hasta quedarse en una carrera de un solo día en 2002 y a partir del 2007.

## Palmarés
En amarillo, edición amateur.
| Año                    | Ganador                | Segundo            | Tercero            |
| Tour de la Somme       |                        |                    |                    |
| ---------------------- | ---------------------- | ------------------ | ------------------ |
| 1986                   | Peter Gyllinck         | Bandera de ?       | Bandera de ?       |
| 1987                   | Olaf Lurvik            | Bandera de ?       | Bandera de ?       |
| 1988                   | Gérard Aviegne         | Bandera de ?       | Bandera de ?       |
| 1989                   | Jean-François Laffille | Bandera de ?       | Bandera de ?       |
| 1990                   | Pascal Chanteur        | Bandera de ?       | Bandera de ?       |
| 1991                   | Hervé Boussard         | Bandera de ?       | Bandera de ?       |
| 1992                   | Philippe Gaumont       | Bandera de ?       | Bandera de ?       |
| 1993                   | Frédéric Pontier       | Bandera de ?       | Bandera de ?       |
| 1994                   | Jérôme Delbove         | Bandera de ?       | Bandera de ?       |
| 1995                   | Denis Dugouchet        | Bandera de ?       | Bandera de ?       |
| 1996                   | Ján Valach             | Bandera de ?       | Bandera de ?       |
| 1997                   | Martial Locatelli      | Bandera de ?       | Bandera de ?       |
| 1998                   | Jean-Michel Thilloy    | Bandera de ?       | Bandera de ?       |
| 1999                   | Bert Roesems           | Christian Poos     | Linas Balciunas    |
| 2000                   | Michael Rich           | Noan Lelarge       | Michel Van Haecke  |
| 2001                   | Laurent Estadieu       | Staf Scheirlinckx  | Jurgen Guns        |
| 2002                   | Sergey Krushevskiy     | Pierre Bourquenoud | Ludovic Auger      |
| 2003                   | Frédéric Gabriel       | Thomas Voeckler    | Christophe Rinero  |
| 2004                   | Sergey Krushevskiy     | Andrei Ptchelkin   | Frédéric Mille     |
| 2005                   | Erki Pütsep            | David Le Lay       | Mark Scanlon       |
| 2006                   | Romain Feillu          | Dmitry Kozontchuk  | Gabriel Rasch      |
| 2007                   | Christophe Riblon      | Yoann Offredo      | Martin Elmiger     |
| Grand Prix de la Somme |                        |                    |                    |
| 2008                   | William Bonnet         | Janek Tombak       | Sébastien Turgot   |
| 2009                   | Yauheni Hutarovich     | Anthony Ravard     | Nadir Haddou       |
| 2010                   | Martin Elmiger         | Michael Stevenson  | Anthony Ravard     |
| 2011                   | Anthony Roux           | Lloyd Mondory      | Fabian Wegmann     |
| 2012                   | Evaldas Šiškevicius    | Clément Koretzky   | Mickaël Delage     |
| 2013                   | Preben Van Hecke       | Jean-Luc Delpech   | Nick van der Lijke |
| 2014                   | Yauheni Hutarovich     | Tom Van Asbroeck   | Yannick Martinez   |
| 2015                   | Quentin Jauregui       | Anthony Delaplace  | Alo Jakin          |
| 2016                   | Daniel McLay           | Nacer Bouhanni     | Yannis Yssaad      |
| 2017                   | Adrien Petit           | Rudy Barbier       | Lorrenzo Manzin    |
| 2018                   | No se disputó          | No se disputó      | No se disputó      |
| 2019                   | Lorrenzo Manzin        | Romain Feillu      | Pierre Barbier     |
| 2020                   | No se disputó          | No se disputó      | No se disputó      |
| 2021                   | Tom Mazzone            | Jason Tesson       | Gil D'Heygere      |
| 2022                   | Rait Ärm               | Alfred George      | Aivaras Mikutis    |
| 2023                   | Bastien Pichon         | Michiel Lambrecht  | Axel Huens         |
| 2024                   | Corentin Devroute      | Kévin Le Cunff     | Nicolas Silliau    |

## Palmarés por países
| País            | Victorias |
| --------------- | --------- |
| Francia         | 21        |
| Noruega         | 2         |
| Ucrania         | 2         |
| Bielorrusia     | 2         |
| Bélgica         | 2         |
| Reino Unido     | 2         |
| Estonia         | 2         |
| Alemania        | 1         |
| República Checa | 1         |
| Suiza           | 1         |
| Lituania        | 1         |